# Enlil

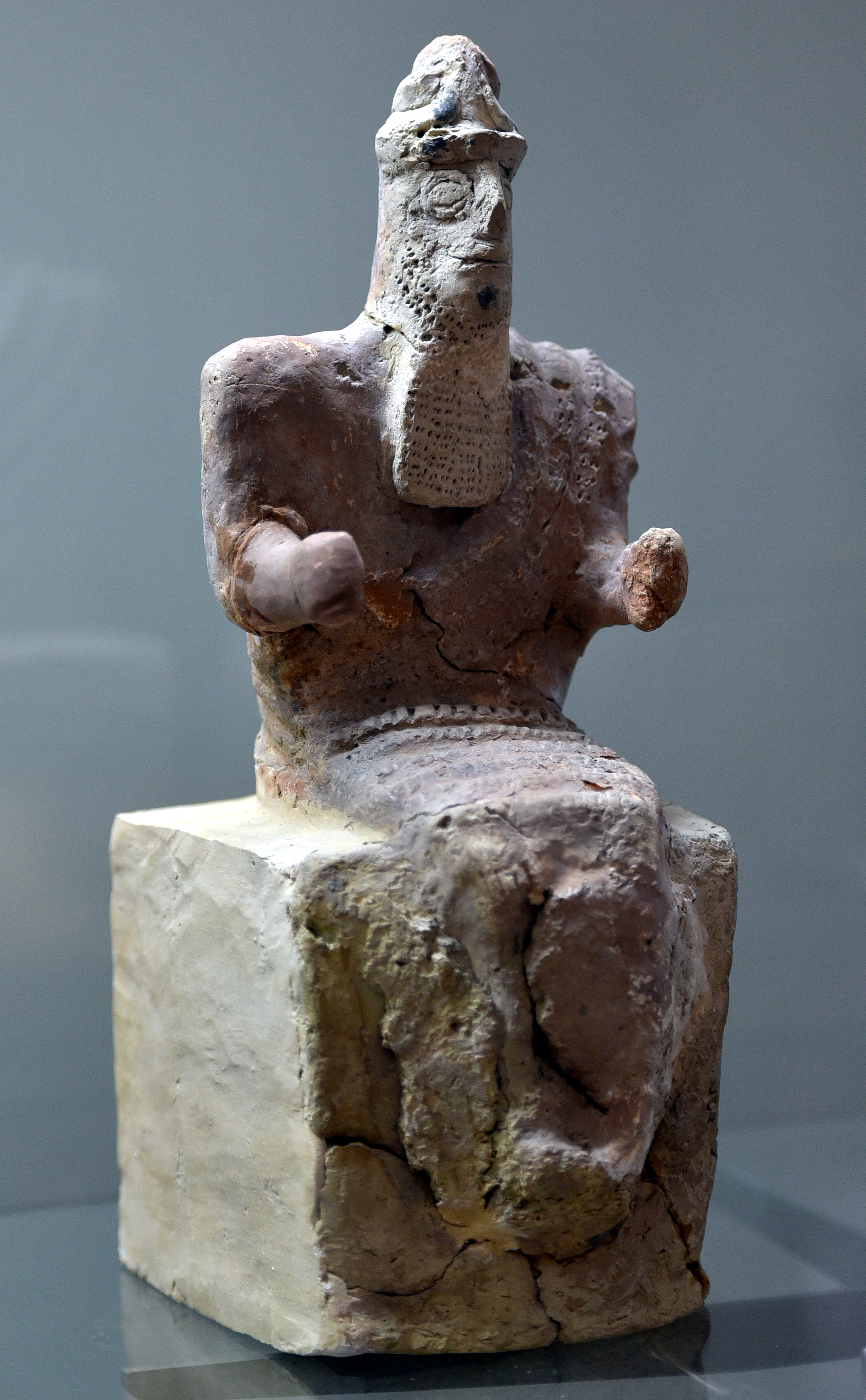
Estatuilla de Enlil sentado en su trono del sitio de Nippur, fechada entre 1800 y 1600 a. C., ahora en exhibición en el Museo Nacional de Irak.

Enlil (también, a veces, Ellil en textos posteriores acadios, hititas o cananeos), es el señor de los cielos y de la tierra en la mitología sumeria. También es adorado por otros pueblos mesopotámicos, como los acadios, babilonio, cananeos y asirios. Enlil es mencionado en el Código de Hammurabi y en el Poema de Gilgamesh.
El principal centro de culto de Enlil era E.kur (Casa de la Montaña) en Nippur, donde según la tradición tenía el ojo que explora la Tierra. También se le recibía culto en bit shu-tum, un almacén edificado en Babilonia.

## Etimología
Se han propuesto dos orígenes para el nombre Enlil. Según el primero vendría del sumerio (En es señor y  líl es tormenta o viento) por lo que su nombre significaría literalmente, "Señor de la tormenta" o "Señor del viento" o "dios del viento". La otra opción, más reciente, indicaría una sumerización de la raíz semita il (Dios), la misma que da origen a los términos El y Alá, significando así dios señor. Su nombre se encuentra asociado frecuentemente al término kur, que hacía referencia a montaña y a extranjero. Así, su hogar era el é.kur (casa-montaña) y los adjetivos asociados al dios eran kur.gal (gran montaña) y lugal.a.ma.ru (rey de las tormentas). Todos estos términos parecen indicar que Enlil era un dios del clima. En Mesopotamia, el clima no marcaba la bonanza de las cosechas, ya que estas dependían del curso de los ríos, sino solo su desgracia y malogro. Esto explica el carácter irascible y temible de Enlil que solo se manifiesta en hechos negativos como las grandes tormentas, las inundaciones y los cambios de curso de los ríos. Así, en el mito del Diluvio mesopotámico es Enlil quien abre las compuertas del cielo para acabar con los molestos humanos.

## Mitos
Hijo del dios del cielo An y de la diosa Ki, al nacer, separó el cielo "An" de la tierra "Ki". Enlil, An (Anu en acadio) y Enki forman la trinidad suprema del panteón sumerio. Enlil era la divinidad patrona de Nippur y guardaba "las tablillas del destino" donde se encuentra decretado el destino de todo lo existente.
En el mito de Enlil y Ninlil se narra cómo el dios se encuentra a Ninlil bañándose en los pantanos. A pesar de las advertencias de ella, Enlil consigue fecundar mediante engaños. Por este acto, censurado en la tradición mesopotámica, es expulsado de Nippur; pero Ninlil le sigue. Así, mantendrán relaciones otras tres veces, de las que nacerán tres dioses de ultratumba.
En Atrahasis, Enlil intenta destruir a la humanidad en tres oportunidades, molesto por sus hábitos ruidosos. En el último de estos intentos, arrasa la Tierra con un Diluvio. La humanidad consigue salvarse gracias a la intervención de su medio hermano, Enki, que ordenará a Atrahasis la construcción de un enorme barco en el que deberá cargar semillas y animales. Luego Enlil inunda la Tierra abriendo las compuertas del cielo. Los demás dioses reprenden a Enlil ya que necesitan los sacrificios que realizan los humanos para alimentarse. Cuando las aguas se retiran, Ziusudra ofrece un sacrificio a los dioses, que lo reciben hambrientos. Finalmente Enki solicita a la diosa madre la creación de nuevos seres humanos.

## Evolución
El culto a Enlil se encuentra documentado a principios del período dinástico arcaico, hacia el 3000 a. C. Su origen más probable son las áreas montañosas del norte de Mesopotamia, donde habría tenido un carácter más propio de dios del clima: imprevisible e irascible, pero cruel y bondadoso a partes iguales. Con la llegada a las áreas del sur de Mesopotamia perdió todo rasgo fertilizador y creador —más propios de Enki— y fue definiéndose en la posición dominante del panteón mesopotámico, donde permaneció hasta la popularización del culto a Ninurta, su hijo primogénito según la tradición posterior.
A finales del período acadio, Enlil aparece como hijo de Anshar y Kishar.